# Rivière des Orignaux
Pour les articles homonymes, voir Orignal (homonymie).
La rivière des Orignaux traverse la municipalité de Notre-Dame-Auxiliatrice-de-Buckland, dans la municipalité régionale de comté (MRC) de Bellechasse, dans la région administrative de Chaudière-Appalaches, au Québec, au Canada.
La rivière des Orignaux est un affluent de la rive sud-ouest de la rivière de la Fourche, laquelle coule vers le nord pour se déverser sur la rive sud de la rivière du Sud ; cette dernière coule vers le nord-ouest, puis le nord-est jusqu'à la rive sud du fleuve Saint-Laurent.

## Géographie
Les principaux bassins versants voisins de la rivière des Orignaux sont :
- côté Nord : rivière de la Fourche, ruisseau du Sud, rivière du Sud ;
- côté Est : rivière de la Fourche ;
- côté Sud : rivière des Mornes, ruisseau Belles Amours ;
- côté Ouest : rivière du Moulin, rivière aux Billots.

La rivière des Orignaux prend sa source dans le canton de Buckland, dans la municipalité de Notre-Dame-Auxiliatrice-de-Buckland, dans la municipalité régionale de comté (MRC) Bellechasse. Les montagnes autour font partie des monts Notre-Dame.
À partir de sa source, la rivière des Orignaux coule sur 9,1 km au fonds d'une vallée, répartis selon les segments suivants :
- 3,9 km vers le nord-est dans Notre-Dame-Auxiliatrice-de-Buckland, jusqu'à le chemin du rang Saint-Roch (route 279) ;
- 3,0 km vers le nord-est, jusqu'au chemin du rang Ville-Marie ;
- 2,2 km vers le nord-est, jusqu'à sa confluence.

La confluence de la rivière des Orignaux est située sur la rive sud-ouest de la rivière de la Fourche, dans le canton de Buckland. Cette confluence est située à 2,9 km au nord de Buckland, à 10,6 km au sud de la rivière du Sud et à 1,9 km au nord-ouest de la route 216.

## Toponymie
Le cours d'eau doit son nom aux faits où on serait capable d'y observer des orignaux.